# Tvetenia vitracies
Tvetenia vitracies är en tvåvingeart som först beskrevs av Ole Anton Saether 1969.  Tvetenia vitracies ingår i släktet Tvetenia och familjen fjädermyggor. Inga underarter finns listade i Catalogue of Life.